# À travers les Flandres féminin
À travers les Flandres féminin est une course cycliste féminine belge. Créée en 2012, l'arrivée se déroule à Waregem. La course fait partie entre 2017 et 2021 du calendrier de l'Union cycliste internationale en catégorie 1.1. Entre 2022 et 2025, elle intègre le calendrier UCI ProSeries. Elle fait partie de l'UCI World Tour à partir de 2026.
L'édition 2020 est annulée à cause de l'épidémie de maladie à coronavirus.

## Palmarès
| Année | Vainqueur            | Deuxième             | Troisième           |                  |
| ----- | -------------------- | -------------------- | ------------------- | ---------------- |
| 2012  | Monique van de Ree   | Gilke Croket         | Petra Dijkman       |                  |
| 2013  | Kirsten Wild         | Jolien D'Hoore       | Monique van de Ree  |                  |
| 2014  | Amy Pieters          | Kim de Baat          | Amy Cure            |                  |
| 2015  | Amy Pieters          | Floortje Mackaij     | Christina Siggaard  |                  |
| 2016  | Amy Pieters          | Jolien D'Hoore       | Eileen Roe          |                  |
| 2017  | Lotta Lepistö        | Gracie Elvin         | Lisa Brennauer      |                  |
| 2018  | Ellen van Dijk       | Amy Pieters          | Floortje Mackaij    |                  |
| 2019  | Ellen van Dijk       | Marta Bastianelli    | Lucinda Brand       |                  |
| 2020  | annulé/abandonné     | annulé/abandonné     | annulé/abandonné    | annulé/abandonné |
| 2021  | Annemiek van Vleuten | Katarzyna Niewiadoma | Alexis Magner       |                  |
| 2022  | Chiara Consonni      | Julie De Wilde       | Elise Chabbey       |                  |
| 2023  | Demi Vollering       | Chiara Consonni      | Marianne Vos        |                  |
| 2024  | Marianne Vos         | Shirin van Anrooij   | Letizia Paternoster |                  |
| 2025  | Elisa Longo Borghini | Lotte Kopecky        | Elisa Balsamo       |                  |